# Tonkinomys daovantieni
Chuột đá Đông Bắc hay còn gọi là chuột đá Bắc Bộ (Danh pháp khoa học: Tonkinomysis) là một chi chuột trong họ gặm nhấm Muridae, chúng là loài bản địa của vùng Đông Bắc Việt Nam. Chúng lần đầu tiên được khám phá ra ở một khu rừng triền dốc (talus) tại khu vực sinh cảnh của Vường quốc gia tự nhiên Hữu Liên của tỉnh Lạng Sơn

## Đặc điểm
Chi chuột này được tách ra từ các loại chuột khác nằm trong họ hàng nhà chuột của hệ sinh thái Indomalayan vì chúng được đặc trưng bằng các dấu hiệu như lông đen, hay nữa đen, dày đặc, xám xịt bao phủ phía trên, một màu xám đậm ở bụng, tai xám, một cái đuôi dày, màu đỏ ngắn hơn chiều dài đầu và Cơ thể, và những chân đế cực lớn Kích thước cơ thể của nó, với cấu trúc toàn cơ thể và một số đặc điểm sọ được mô tả tương tự như loài Leopoldamys neilli đã được tìm thấy ở Thái Lan.
Các đặc điểm sọ khác cũng như các kiểu võng mạc phân tử giống với các loài của các loài "Chiromyscus", và Saxotilomys của các chi thuộc bản địa hệ sinh thái Indomalayan Loài chuột này được coi là một kiểu petricolous, có nghĩa là nó sống trong một môi trường sống đá, và chỉ tìm thấy trong triền núi talus bao gồm các khối lớn đá vôi. Người ta cho rằng sự phân bố của nó trong khu bảo tồn thiên nhiên Hữu Liên là điều không bình thường